# Villefranche (Meuse)
Villefranche is een plaats in het Franse departement Meuse in de gemeente Saulmory-et-Villefranche.

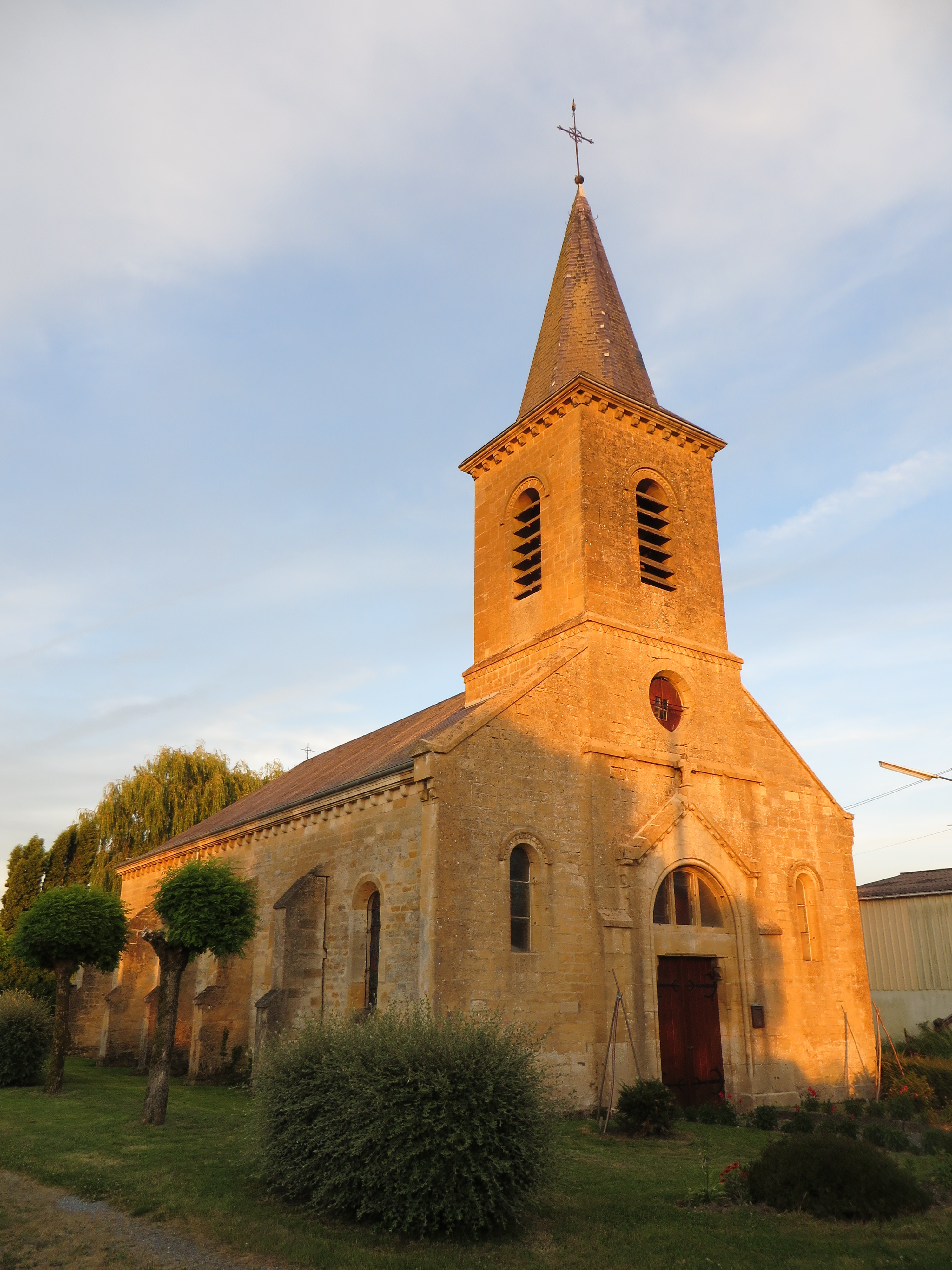
De Kerk van Villefranche